# پرستون تایلک
پرستون تایلک (به انگلیسی: Preston Tylk) یک فیلم معمایی مهیج آمریکایی محصول سال ۲۰۰۰ به نویسندگی و کارگردانی جون بوکنکامپ و با بازی لوک ویلسون، نورمن ریدس، دنیس فارینا و میلی آفیتال است.

## بازیگران
- لوک ویلسون در نقش پرستون تایلک
- نورمن ریدس در نقش جاناتان کیسی
- دنیس فارینا در نقش دیک مولر
- میلی آفیتال در نقش امیلی تایلک
- وینسنت کارتیسر در نقش دیلون
- تی. جی تاین در نقش آرت کیسی
- لری بوثبی در نقش راننده کامیون
- اندرو ویلسون در نقش افسر پلیس

## پخش
این فیلم در تاریخ ۶ ژوئن ۲۰۰۰ در جشنواره بین‌المللی فیلم سیاتل به نمایش درآمد.